# Ехо і Нарцис (картина Вотергауса)
«Ехо і Нарцис» (лат. Echo and Narcissus ) — картина англійського художника-прерафаеліта Джона Вільяма Вотергауса, написана за мотивами твору Овідія «Метаморфози». Датується 1903. Полотно перебуває в колекції Художньої галереї Уокера в Ліверпулі.

## Сюжет
Вотергаус — автор понад 200 картин, ключовою темою творчости є парадокс фатальної жінки. Дана картина написана на основі міфу про Ехо і Нарциса з «Метаморфоз» Овідія.
Нарцис був прекрасним сином річкового бога Кефіса і спокушеної ним наяди Ліріопи. Сліпий віщун Тіресій передбачив, що Нарцис доживе до старості, якщо не подивиться на себе. Нарцис був байдужим до всіх німф і жінок. Німфа Ехо кохала Нарциса, та вона могла тільки повторювати чужі слова. Німфа була засмучена його відмовою, почала марніти так, що від неї залишився лише шепіт. Її молитви почула богиня Немезида, яка змусила Нарциса закохатися у власне відображення. Він споглядав себе до того моменту як помер, а на тому місці виросла квітка нарциса .

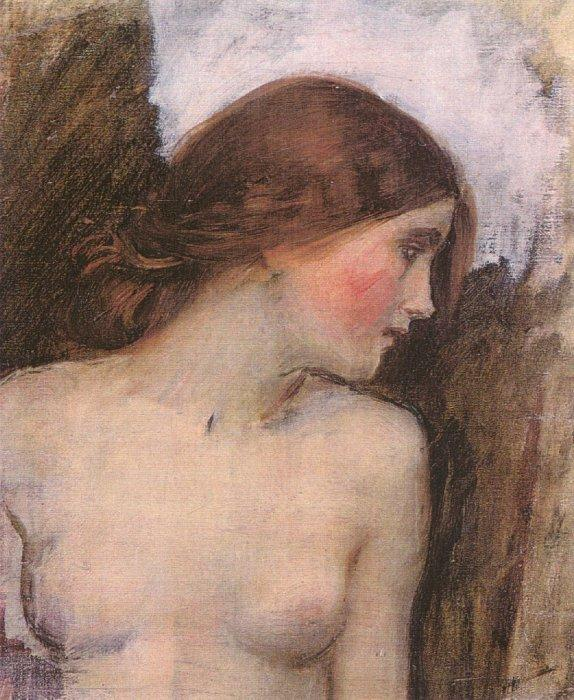
Ескіз до Ехо (бл. 1903)

## Опис картини
Картина зображує вирішальний момент міфу, коли Нарцис уперше бачить своє відображення, а нещасна Ехо з тугою спостерігає як збувається пророцтво .
На полотні ідилічний лісовий пейзаж біля струмка зі кам'янистими берегами. Нарцис лежить, схиливши тулуба над водою, причарований власним відображенням. Він зодягнений у червону мантію, що символізує його палаюче пристрасне почуття. Німфа Ехо сидить навпроти, обхопивши дерево правою рукою, і в розпачі дивиться на нього. Вона символічно відокремлена від Нарциса, який не зважаэ на неї. Рожева намітка спадає їй з лівого плеча, оголюючи груди. У контрасті з яскравим вбранням юнака, м'який рожевий колір її мантії прозраджує тихе кохання до Нарциса. Поруч із німфою ростуть жовті півники, а в її каштанове волосся вплетений мак. Біля ніг юнака виростають білі нарциси, а у воді — жовті глечики. М'яка природна кольорова гама робить картину ще більш привабливою, але саме захоплююча історія Ехо і Нарциса є ключем до чарівливості сюжету.

## Історія
Картина була виставлена в Королівській академії 1903 і в тому ж році придбана Художньою галереєю Уокера в Ліверпулі, де складає вікторіанську колекцію .
- Echo and Narcissus, John William Waterhouse (1849—1917), Walker Art Gallery [Архівовано 17 січня 2021 у Wayback Machine.], ArtUK
- Echo and Narcissus, John William Waterhouse, 1903 [Архівовано 5 грудня 2020 у Wayback Machine.], Google Arts & Culture
- Echo and Narcissus, John William Waterhouse, 1903, WAG 2967 [Архівовано 27 лютого 2021 у Wayback Machine.], Walker Art Gallery
- JW Waterhouse and the Magic of Color, Dani Cavallaro, p.99
- The painting on the JW Waterhouse website